# Бомонт (Каліфорнія)
Бомонт (англ. Beaumont) — місто в окрузі Ріверсайд, Каліфорнія, США.
Місто розташоване на північному заході округу Ріверсайд, у долині Сан-Джасінто, за 45 км на схід від міста Ріверсайд та за 127 км на південний схід від Лос-Анджелеса.

## Географія
Бомонт розташований за координатами 33°51′47″ пн. ш. 116°57′2″ зх. д. / 33.86306° пн. ш. 116.95056° зх. д. (33.863083, -116.950461).  За даними Бюро перепису населення США в 2010 році місто мало площу 80,10 км², з яких 80,06 км² — суходіл та 0,04 км² — водойми.

### Клімат
Клімат у місті напівпустельний клімат, зі спекотним літом та м'якою зимою. Середня річна температура — 16.5 °C. Найтепліший місяць року — липень, з середньою температурою +25.3 °C. Найпрохолодніший місяць — січень, з середньою температурою 9.6 °C. У рік випадає близько 465 мм опадів.
| Кліматограма Бомонта                                                                           | Кліматограма Бомонта | Кліматограма Бомонта | Кліматограма Бомонта | Кліматограма Бомонта | Кліматограма Бомонта | Кліматограма Бомонта | Кліматограма Бомонта | Кліматограма Бомонта | Кліматограма Бомонта | Кліматограма Бомонта | Кліматограма Бомонта |
| ---------------------------------------------------------------------------------------------- | -------------------- | -------------------- | -------------------- | -------------------- | -------------------- | -------------------- | -------------------- | -------------------- | -------------------- | -------------------- | -------------------- |
| С                                                                                              | Л                    | Б                    | К                    | Т                    | Ч                    | Л                    | С                    | В                    | Ж                    | Л                    | Г                    |
| 87 16 3                                                                                        | 76 18 4              | 78 19 4              | 42 22 6              | 16 26 9              | 4 31 12              | 5 35 15              | 8 35 16              | 16 32 14             | 15 27 10             | 53 20 6              | 65 17 4              |
| Середня макс. і мін. температури повітря (°C) Атмосферні опади (мм), за рік : 465 мм. Джерело: |                      |                      |                      |                      |                      |                      |                      |                      |                      |                      |                      |

| Клімат : Бомонт                              | Клімат : Бомонт | Клімат : Бомонт | Клімат : Бомонт | Клімат : Бомонт | Клімат : Бомонт | Клімат : Бомонт | Клімат : Бомонт | Клімат : Бомонт | Клімат : Бомонт | Клімат : Бомонт | Клімат : Бомонт | Клімат : Бомонт | Клімат : Бомонт |
| Показник                                     | Січ.            | Лют.            | Бер.            | Квіт.           | Трав.           | Черв.           | Лип.            | Серп.           | Вер.            | Жовт.           | Лист.           | Груд.           | Рік             |
| Абсолютний максимум, °C                      | 28,3            | 31,1            | 35,0            | 37,8            | 43,9            | 42,8            | 45,6            | 45,0            | 44,4            | 41,1            | 33,3            | 30,0            | 45,6            |
| Середній максимум, °C                        | 15,7            | 17,3            | 18,8            | 22,2            | 25,9            | 30,8            | 35,3            | 35,0            | 32,3            | 26,7            | 20,6            | 16,5            | 24,8            |
| Середній мінімум, °C                         | 3,6             | 3,8             | 4,4             | 5,9             | 8,6             | 11,2            | 14,6            | 14,9            | 13,1            | 9,5             | 6,1             | 4,0             | 8,3             |
| Абсолютний мінімум, °C                       | −11,7           | −7,2            | −6,1            | −3,9            | −0,6            | 1,7             | 5,6             | 3,3             | −4,4            | −1,7            | −6,7            | −6,7            | −11,7           |
| Норма опадів, мм                             | 89              | 86              | 79              | 37              | 14              | 4               | 6               | 7               | 13              | 17              | 44              | 57              | 452             |
| -------------------------------------------- | --------------- | --------------- | --------------- | --------------- | --------------- | --------------- | --------------- | --------------- | --------------- | --------------- | --------------- | --------------- | --------------- |
| Джерело: The Western Regional Climate Center |                 |                 |                 |                 |                 |                 |                 |                 |                 |                 |                 |                 |                 |

## Етимологія
Бомонт, що в перекладі з французької означає "Красива гора", отримав свою назву в 1887 році від Генрі Сіглера, президента Інвестиційної компанії Південної Каліфорнії, за вид на Маунт Сан-Хасінто

## Історія
Першими мешканцями були корінні американці.
На початку 1850-х років кілька геодезичних партій пройшли через околиці сучасного Бомонта в пошуках перевалу, який би з'єднав схід з Тихим океаном. Перевал Сан-Горгоніо був вперше досліджений у 1853 році під час експедиції під керівництвом лейтенанта Р.С. Вільямсона, який був відправлений урядом Сполучених Штатів. Його розташування захопило багатьох, хто тепер бачив, що з'єднання з океаном є реальним заходом, і призвело до планів будівництва залізниці від річкі Міссурі до Тихого океану. На початку 1860-х років через перевал курсували диліжанси, і була створена зупинка, названа "Станція Едгар", на честь лікар однієї з експедицій, який оселився в цій місцевості.
У 1875 році, коли Південна Тихоокеанська залізниця проклала колії через сучасне місце розташування Бомонта, вони заснували залізничну станцію під назвою Самміт Стейшн. Вона слугувала зупинкою для залізничних мандрівників з пустелі Мохаве на шляху до околиць Лос-Анджелеса. У 1884 році компанія з розвитку нерухомості заснувала містечко під назвою Сан-Горгоніо. Друга компанія з розвитку нерухомості придбала місто у 1887 році і перейменувала його на Бомонт, яке було зареєстроване 18 листопада 1912 року.
У 1927 році в маленькому місті проживало 857 осіб, було п'ять церков, публічна бібліотека, банк, середня школа, дві місцеві газети, кілька лісопилок, комерційні пакувальні фабрики та сушильний завод. Місто, яке було одним з найбільших виробників яблук в окрузі Ріверсайд, спочатку звалось місцевими жителями  "землею великого червоного яблука". До 1930 року яблуневі сади в цьому районі розширилися до індустрії з прибутком у 200 000 доларів. Бомонт побачив зростання кількості відвідувачів і мешканців, оскільки сусіднє місто Палм-Спрінгз стало дуже популярним курортним місцем протягом і після 1930-х років; Бомонт наслідував його приклад і намагався заробити на зростаючому туризмі, створюючи гостьові ранчо. Згідно з листівкою початку 1930-х/1940-х років, гостьове ранчо "Хайленд-Спрінгс" у Бомонті пропонувало своїм відвідувачам верхову їзду, теніс, стрільбу з лука, підкови, плавання, шаффлборд, пінг-понг, бейсбол, бальні танці, масаж, баскетбол, а також житло для проживання.

## Демографія
Згідно з переписом 2010 року, у місті мешкало 36 877 осіб у 11 801 домогосподарстві у складі 9312 родин. Густота населення становила 460 осіб/км².  Було 12908 помешкань (161/км²).
За віковим діапазоном населення розподілялося таким чином: 30,2 % — особи молодші 18 років, 59,3 % — особи у віці 18—64 років, 10,5 % — особи у віці 65 років та старші. Медіана віку мешканця становила 32,5 року. На 100 осіб жіночої статі у місті припадало 95,2 чоловіків;  на 100 жінок у віці від 18 років та старших — 91,1 чоловіків також старших 18 років.
Середній дохід на одне домашнє господарство  становив 78 007 доларів США (медіана — 64 830), а середній дохід на одну сім'ю — 82 807 доларів (медіана — 71 496). Медіана доходів становила 52 117 доларів для чоловіків та 46 778 доларів для жінок. За межею бідності перебувало 11,8 % осіб, у тому числі 13,3 % дітей у віці до 18 років та 10,3 % осіб у віці 65 років та старших.
Цивільне працевлаштоване населення становило 16 981 осіб. Основні галузі зайнятості: освіта, охорона здоров'я та соціальна допомога — 30,8 %, роздрібна торгівля — 13,0 %, мистецтво, розваги та відпочинок — 8,8 %, науковці, спеціалісти, менеджери — 8,3 %.
Зміни в расовому складі населення:
| Група                                | 2000           | 2010            |
| Білі американці                      | 6.334 (55,6 %) | 15.831 (42,9 %) |
| Афроамериканці                       | 331 (2,9 %)    | 2.276 (6,2 %)   |
| Американці азійського походження     | 189 (1,7 %)    | 2.845 (7,7 %)   |
| Іспаноамериканці та латиноамериканці | 4.122 (36,2 %) | 14.864 (40,3 %) |
| Загалом                              | 11.384         | 36.877          |

## Відомі люди
Мешканці
- Скотт Гаскін — американський професійний баскетболіст.
- Брайон Джеймс — американський актор.
- Трейсі Колдвел Дайсон — американська астронавтка.

## Галерея

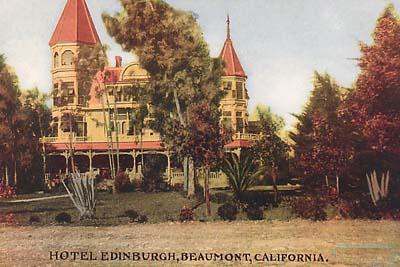
Готель у Бомонті, 1900-ті роки
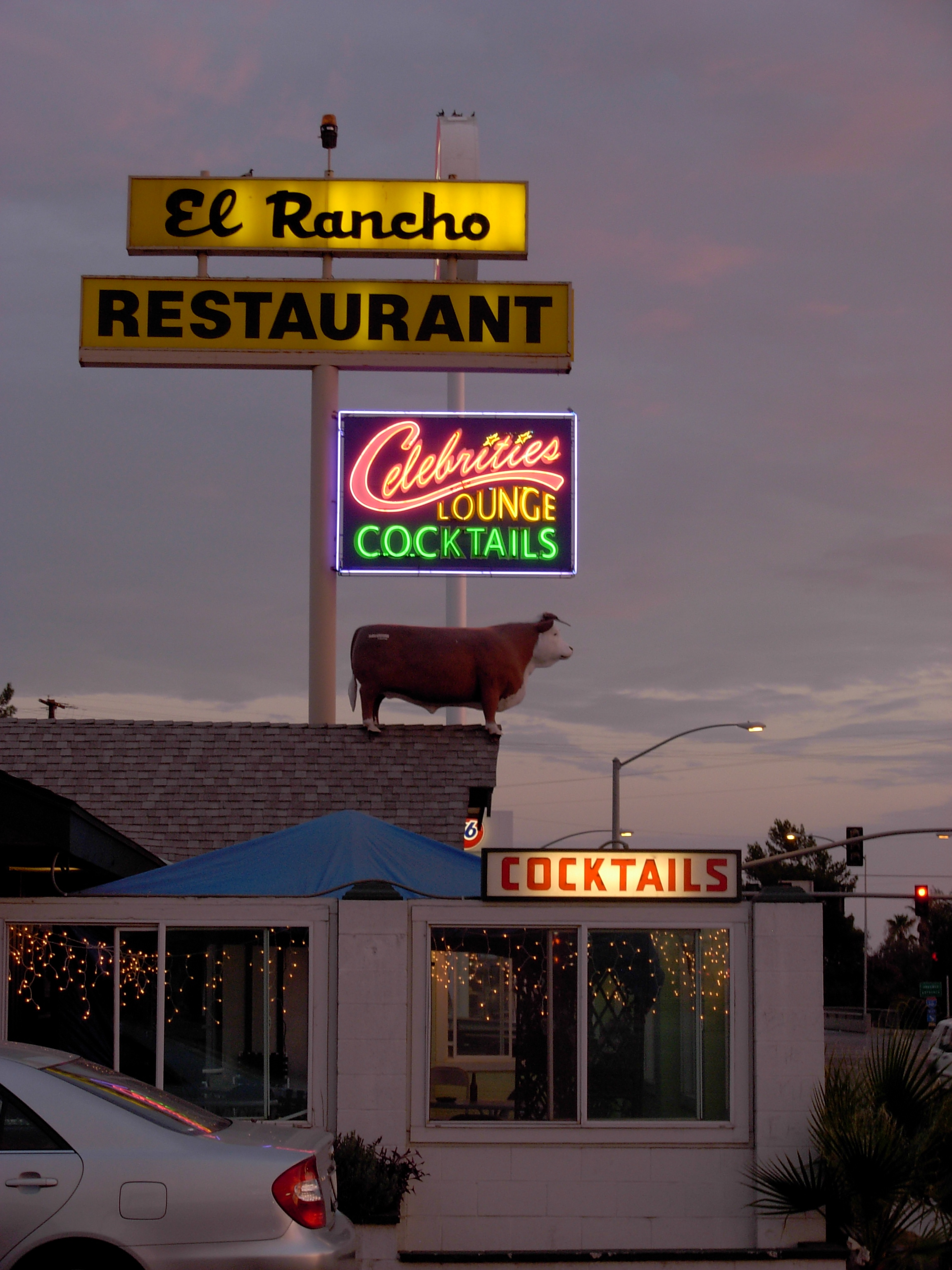
Ресторан «El Rancho»
Стара АЗС у Бомонті